# Hür Dava Partisi
Die Hür Dava Partisi (Kurzbezeichnung: Hüda Par; Partiya Doza Azadî, türkisch und kurdisch für „Partei der Freien Sache“) ist eine von sunnitischen Muslimen, vorwiegend kurdischer Herkunft in der Türkei am 19. Dezember 2012 gegründete Partei. Ihr wird nachgesagt, dass sie die Ideologie der im Jahre 2000 zerschlagenen illegalen Organisation Hizbullah vertritt.  Der Gründungsvorsitzende Mehmet Hüseyin Yılmaz (geboren 1967) hat als Anwalt in Diyarbakır viele Angeklagte der Hizbullah vertreten und war von 2007 bis zum Verbot im Jahre 2010 Vorsitzender des Vereins Mustazaf Der (zu Deutsch „Verein der Unterdrückten“).

## Entwicklung
Nach der Tötung des Anführers des Ilim-Flügels der Hizbullah, Hüseyin Velioğlu in Beykoz (Istanbul) am 17. Januar 2000 wurde der bewaffnete Teil der Organisation in breit angelegten Polizeioperationen zerschlagen. Im Jahre 2003 gründeten Anhänger der Hizbullah in Diyarbakır den Verein „Mustazaf Der“ (der vollständige Name Mustazaflar ile Dayanışma Derneği bedeutet deutsch „Verein der Solidarität mit den Unterdrückten“). Das Zentrum der Partei war in Diyarbakır, aber auch in İstanbul, Mersin, Konya und Adana wurden solche Vereine gegründet. Sie organisierten Demonstrationen sowohl gegen die Mohammed-Karikaturen als auch zum Geburtstag des Propheten (bekannt als Mawlid an-Nabi). An einer Demonstration in Diyarbakır im Jahr 2006 sollen 150.000 Personen teilgenommen haben. Oft wurden die Aktionen im Namen der Plattform Peygamber Sevdalıları (Liebende des Propheten) organisiert.
Von der Bewegung wurden ab 2004 verschiedene Bücher herausgegeben. Zwei Zeitschriften, Gönülden Gönüle Damlalar (Tropfen von Herz zu Herz) und Inzar (Ankündigung) werden in Istanbul und eine Zeitschrift Müjde (Frohe Botschaft) wird in Basel (Schweiz) herausgegeben. In Elazığ und Batman betreibt die Bewegung zwei Buchläden.
Am 20. April 2010 wurde der Verein von einem Gericht in Diyarbakır verboten. Der Kassationshof bestätigte das Verbot am 11. Mai 2012. Begründet wurde der Schritt damit, dass es das Ziel des Vereins mit Verbindungen zu Hizbullah sei, die Scharia einzuführen.
Am 17. Dezember 2012 wurde beim Innenministerium ein Antrag auf Gründung der Partei der freien Sache gestellt. Am 9. Januar 2013 wurde die Eröffnung des Hauptquartiers der Partei in Ankara gemeldet. Innerhalb kürzester Zeit wurden in vielen Provinzen und Kreisstädten der Türkei Büros der Partei eröffnet.

## Ziele
Die Partei setzt sich für die Anerkennung der Kurden und der kurdischen Sprache in der Verfassung der Türkei, Unterricht in der Muttersprache und die Abschaffung der 7 % Hürde im Wahlsystem der Türkei ein (bis 2021 galt eine 10 % Hürde). Ähnlich wie die BDP setzt sich die Hüda Par für eine Dezentralisierung der Macht und die Stärkung regionaler Verwaltung ein. Als Prinzipien und Ziele werden im Programm der Partei unter anderem folgende Punkte genannt:
- den Staat und Politik neu definieren,
- nicht die Gesellschaft muss an das System, sondern das System muss an die religiösen Werte der Gesellschaft angepasst werden,
- die Grundrechte und -freiheiten des Menschen müssen im eigentlichen Sinn anerkannt werden,
- Hindernisse vor dem Recht auf Glauben und Gebet müssen beseitigt werden,
- die Kurdenfrage muss gelöst werden[12]